# Twix

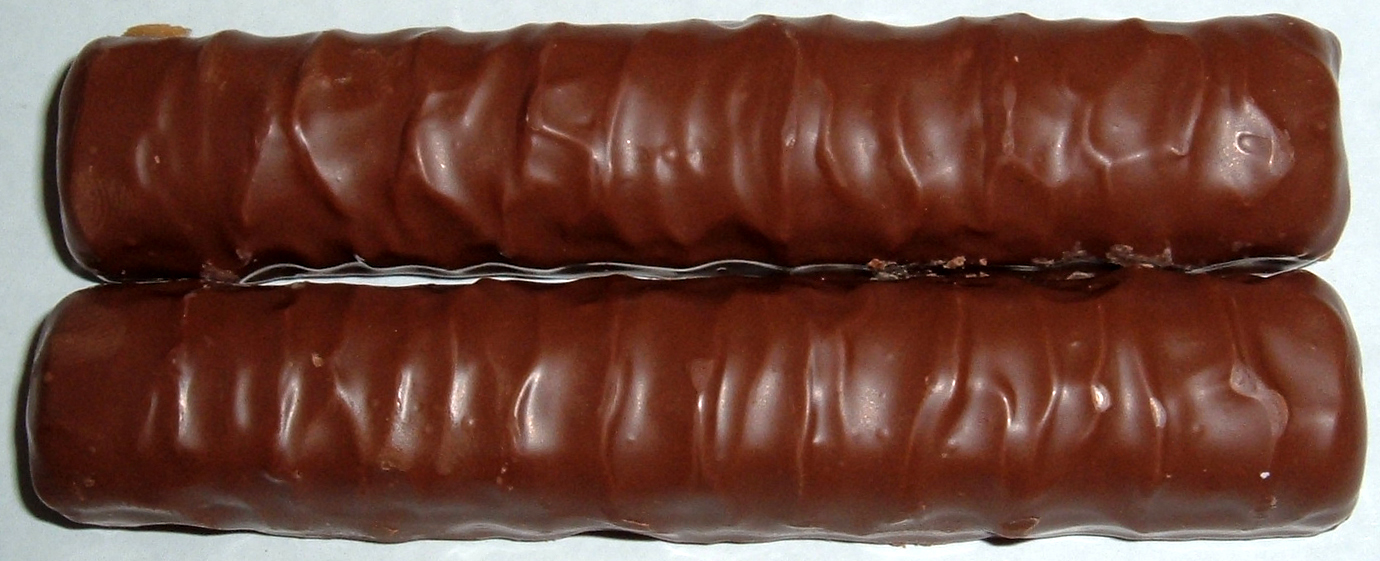
開封したTwix

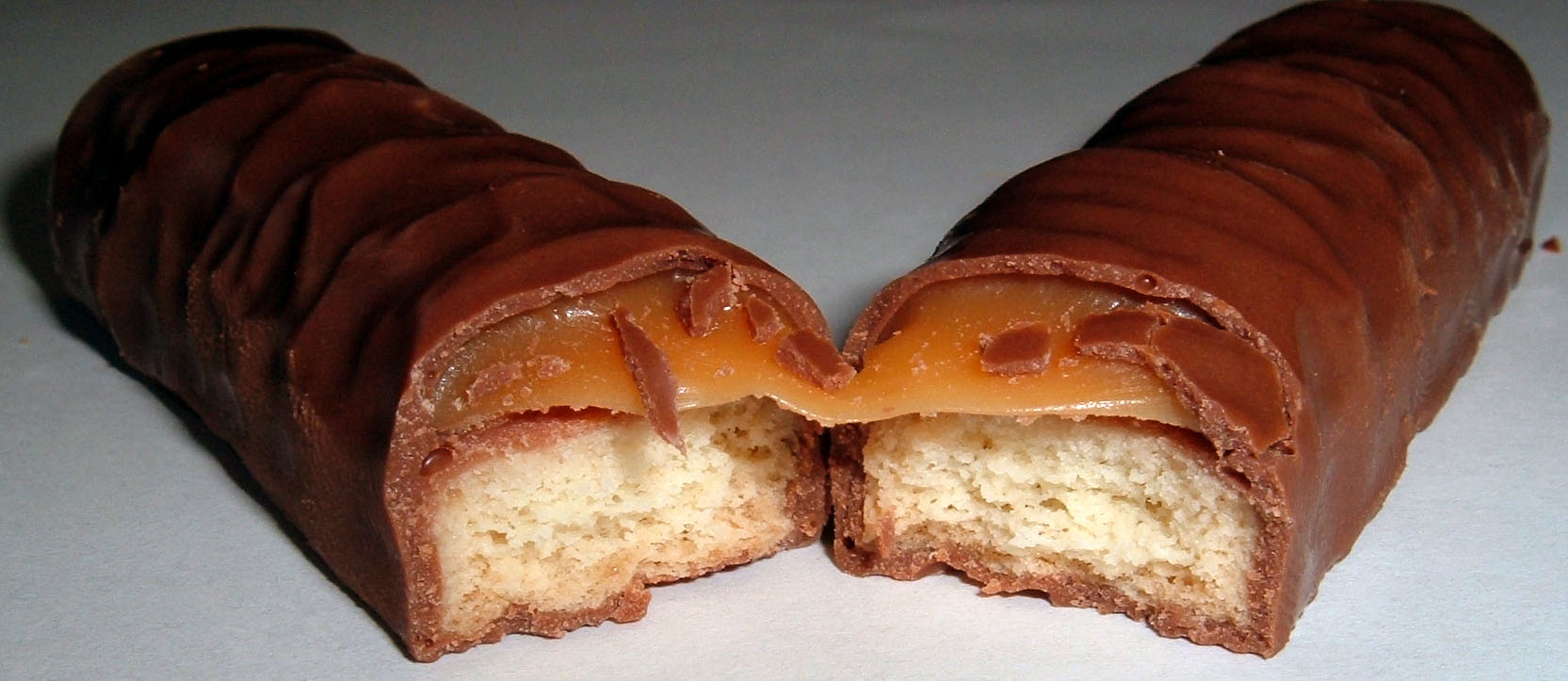
Twixの内部

Twix （ツイックス）は、バタークッキーをカラメルとミルクチョコレートで覆ったアメリカ発のチョコバーである。

## 概要
スニッカーズなどを製造するマース社（本社・アメリカ合衆国。日本の子会社はマース ジャパンリミテッド）が販売している。
最初のTwixは1967年にイギリスで発売された。前記スニッカーズとよく似た作りをしているが、やや軽めの食感であるため、海外に滞在した日本人によく好まれる。
長く日本未発売商品であったが、現在では一部の輸入食料品店（成城石井、カルディ、コストコ）、一部の西友店舗、一部のドン・キホーテ店舗で販売している（販売元はマースジャパンリミテッド）。菓子の原産国はロシア（単品）とオランダ（ファミリーパック）。ファミリーパックはやや細長く、チョコレートも薄く加工されている。

## 名称
Twixは、イギリス、アメリカをはじめとする世界各国で販売されているが、1991年に全世界で名前が統一されるまで、以下の国（オーストラリア、ベルギー、デンマーク、フィンランド、フランス、ドイツ、ギリシャ、イタリア、オランダ、ポーランド、ポルトガル、スペイン、スウェーデン、スイス、ノルウェー）ではレイダー(Raider)の名称で販売されていた。

## バリエーション
- Peanut Butter Twix (1983 - 1997・2000 - 2007, アメリカ)
- Twix Tea Breaks (1980年代, イギリス)
- Twix Miniatures (1990年代, ヨーロッパ)
- Cookies-n-Creme Twix (1990)
- Chocolate Fudge Twix (1990)
- Triple chocolate (1991～？ 限定版, イギリス、アメリカ、オーストラリア)
- Choc 'N' Orange Twix (1992・1999 限定版, イギリス)
- King Size Twix (1994～現在, イギリス)
- Ice Cream Twix (Bars) (1995～, イギリス)
- Chocolate Ice Cream Twix (Bars) (1999 限定版, イギリス)
- Twix Top (1999～2005, イギリス)
- Twix 100 Calorie Bars (2000年代, アメリカ)
- New Twix (2000～現在, イギリス, ヨーロッパ)
- Twix Mint (2001 限定版, イギリス)
- Ice Cream Twix (Pot) (2001～？, ヨーロッパ)
- Orange Twix (2003 限定版, ポーランド)
- White Chocolate Twix (2004 限定版, イギリス)
- Dark Chocolate Twix (2004 限定版, アメリカ)
- White Chocolate Twix (2005、2008 限定版, ヨーロッパ)
- White Chocolate Twix (2005 限定版, アメリカ)
- bisc& Twix (2005～2006？, イギリス)
- bisc& Twix Top Choco (2006～現在？, ヨーロッパ)
- Twix Pods (2006～現在, オーストラリア)
- Twix Topix (2007, ヨーロッパ)
- Mint Slice Twix (2006～2007 限定版, オーストラリア)
- Twix PB (2007～現在, アメリカ)
- Twix Super Thick Shake (2007～現在, イギリス, アイルランド)
- Twix Java (2008, アメリカ)
- Dark Chocolate Twix (2008 限定版, イギリス)
- Twix Cappuccino (2008 限定版)

## ベジタリアンへの適合性
2007年付けで、ヨーロッパ向けの全てのTwixはベジタリアン向けではなくなったため、菜食主義団体がマース社に対して抗議している。これはマース社が自社製品に動物性レンネット（レニン酵素）を用いているためである。